# Regius Professor of Public Law and the Law of Nature and Nations (Edinburgh)
Der Regius Professor of Public Law and the Law of Nature and Nations ist eine 1707 durch Königin Anne eingerichtete Regius Professur für Rechtswissenschaften an der University of Edinburgh.

## Geschichte der Professur

### Gründung und Verfall
Mit dem Act of Union als Anlass stiftete Königin Anne die Professur und begründete damit die juristische Fakultät in Edinburgh. Natürlich wurde auch zuvor schon lange Jura unterrichtet, aber diese Ausbildung wurde von Juristen angeboten, nicht von der Universität. Die Benennung des Lehrstuhls hätte eigentlich auf Civil Law lauten sollen. Diese Nische war jedoch durch Alexander Cunningham of Block besetzt, der in parlamentarischem Auftrag Civil Law lehrte. So wählte Queen Anne für Erskine ein Fach, das in Schottpland populär war, in Schottland nicht angeboten wurde und daher häufig teuer im Ausland studiert werden musste. Die Wahl Erskines, des späteren Lord Tinwald, wurde gegen den Widerstand des Town Councils durchgesetzt.
Anders als die kurz nach dem Lehrstuhl gegründeten Professuren für Civil Law und Schottisches Recht (Scots Law), wurde der Lehrstuhl anfangs eher als Sinekure betrachtet und häufig unterrichtete der Professor nicht einmal. Als Robert Hamilton 1832 verstarb, wurde die Professur durch das Town Council nicht mehr besetzt und der Stuhl blieb für 30 Jahre verwaist.

### Reform und Neuanfang
Nach einer längeren Phase großer Unzufriedenheit mit den Zuständen an den schottischen Universitäten wurde unter dem Einfluss von in Deutschland ausgebildeten Männern wie James Lorimer der Universities (Scotland) Act 1858 verabschiedet. An deutschen Universitäten dieser Zeit waren Reformen umgesetzt worden, die die Universitäten zu vorbildlichen Lehr- und Forschungsinstitutionen in Europa gemacht hatten. Die Universität von Edinburgh wurde unabhängig vom Town Council und erhielt eine neue Satzung. 1862 wurde die Regius Professur neu belebt und James Lorimer berufen. Gleichzeitig besetzte der in Edinburgh und Heidelberg ausgebildete James Muirhead die Professur für Civil Law. Die Auslandskontakte der beiden Männer verhalfen der University of Edinburgh zum ersten Mal ein internationales Renommee in Rechtswissenschaften. Lorimer arbeitete an Rechtstheorie und internationalem Recht und begründete die Fächer für Edinburgh.
Lorimers Nachfolger, Ludovig James Grant, 11. Baron von Grant, zeigte nicht das außergewöhnliche akademische Talent seines Vorgängers, war aber ein erfolgreicher Administrator der Universität und Dekan der Rechtsfakultät. Während seiner Professur schlossen 1909 die ersten Frauen, Eveline MacLaren (M.A.) und Josephine Gordon Stuart (M.A., LL.B.), ein juristisches Studium an der University of Edinburgh ab. Eine Zulassung zur Praxis erhielten die Damen aber nicht.
1922 übernahm William Wilson die Professur. Er war 1909 hinter der Jahrgangsbesten, Josephine Gordon Stuart, noch auf Platz 3 verwiesen worden. Wilson spezialisierte sich ausschließlich auf internationales Recht und überließ andere Fachgebiete weiteren Professoren. Die meisten Professoren vertraten neben ihrer Lehrtätigkeit auch Mandanten vor Gericht oder sprachen selbst Recht. Dieses System zeigte nach dem Zweiten Weltkrieg erhebliche Schwächen, so dass Reformen erwägt wurden.

### Moderne
In der Nachkriegsphase wurde die Lehre und Forschung weiter verstärkt, die Abschlüsse mehrfach reformiert und die Inhalte des Studiums neu gegliedert und aktualisiert. Die Professur ist weiterhin eingebunden in die Edinburgh Law School und trägt zum Ruf der Fakultät bei.

## Inhaber
| Name                      | Namenszusatz            | von           | bis           | Anmerkung |
| ------------------------- | ----------------------- | ------------- | ------------- | --- |
| Charles Erskine           | M.A.                    | 1707          | 1734          | Charles Erskine (oder Areskine) war erst 27-jährig und das Town Council, verantwortlich für die Universität, leistete heftigen Widerstand gegen die Ernennung. Der spätere Lord Tinwald wurde gegen den Willen des Town Council durchgesetzt. |
| William Kirkpatrick       |                         | 1734          | 1735          | Kirkpatrick hatte unter Erskine und in Leiden studiert und heiratete 1746 Erskines Tochter. |
| George Abercrombie        |                         | 1735          |               | |
| Robert Bruce              |                         | 1759          |               | Robert Bruce (Lord Kennet) zog viele Hörer an. Er war in seinem Erfolg vergleichbar mit den damals führenden deutschen Professoren. |
| James Balfour             |                         | 1764          |               | |
| Alexander Maconochie      |                         | 1779          |               | |
| Robert Hamilton           |                         | 1796          |               | |
|                           |                         | 1832          | 1862          | vakant |
| James Lorimer             |                         | 1862          | 13. Feb. 1890 | Der in Edinburgh, Genf, Berlin und Bonn ausgebildete Jurist begründete Rechtstheorie und internationales Recht als Fächer in Edinburgh. |
| Ludovic James Grant       | Bart., Advocate, B.A.   | 1890          | 30. Sep. 1922 | Grant war der 11. Baronet of Grant, seine Karriere wurde mehr durch seine administrativen Leistungen geprägt, als durch akademische Leistungen.                                                                                               |
| William Wilson            | Esq., M.A., LL.B.       | 30. Sep. 1922 |               | |
| Archibald Hunter Campbell | Esq. LL.M. B.C.L., M.A. | 1945          |               | |
| Donald Neil MacCormick    | Esq. M.A.               | 30. Sep. 1972 | 1. Feb. 2008  | |
| Neil Craig Walker         |                         | 21. März 2008 |               | |